# 歩兵第418連隊
歩兵第418連隊（ほへいだい418れんたい、歩兵第四百十八聯隊）は、大日本帝国陸軍の連隊の一つ。

## 沿革
太平洋戦争末期の1945年（昭和20年）4月1日に第一次兵備により、本土決戦に備え新設された第145師団の歩兵連隊の一つとして浜田で編制された。兵力補充は広島師管区・中国軍管区の歩兵第2補充隊が担任した。5月5日に軍旗を拝受。連隊は遠賀川河口西岸から岡垣村手野までの線や芦屋陸軍飛行場防衛のために、歩兵第418連隊、師団速射砲大隊（1中隊欠）、迫撃砲第27大隊（4中隊欠）、噴進砲大隊1中隊からなる中地区隊が編制され、隊長には黄葉収連隊長が就いた。同地区隊主力は遠賀川河口西岸から岡垣村手野までの線を前線として、敵来襲の際には水際での撃滅を企図した。さらに芦屋航空隊、砲兵隊と緊密なる連携を取り、飛行場防衛に当たるが、敵に飛行場を占領された場合はその使用の妨害を企図した。鹿児島本線以北の遠賀川、西川の通路に障害物を設置し、敵機甲部隊の遠賀川流域への侵攻阻止を企図した。
終戦時は福岡県海老津に位置し、9月24日に復員が完結した。

## 歴代連隊長
| 代 | 氏名   | 在任期間   | 備考     |
| -- | ------ | ---------- | -------- |
| 1  | 黄葉収 | 1945.4.2 - | 陸士27期 |